# Pelidnota labyrinthophallica
Pelidnota labyrinthophallica är en skalbaggsart som beskrevs av M. Alma Solis och Moron 1994. Pelidnota labyrinthophallica ingår i släktet Pelidnota och familjen Rutelidae. Inga underarter finns listade i Catalogue of Life.